# Thesium pungens
Thesium pungens är en sandelträdsväxtart som beskrevs av Arthur William Hill. Thesium pungens ingår i släktet spindelörter, och familjen sandelträdsväxter. Inga underarter finns listade i Catalogue of Life.